# Église Saint-Étienne-et-Sainte-Madeleine du Puiset
Pour les articles homonymes, voir Église Saint-Étienne et Église Sainte-Madeleine.
L'église Saint-Étienne-et-Sainte-Madeleine est une église catholique située au Puiset, une commune déléguée de la commune nouvelle de Janville-en-Beauce, dans le département français d'Eure-et-Loir, en région Centre-Val de Loire.

## Historique
L'édifice est classé au titre des monuments historiques en 1961 et recensé par l'inventaire général du patrimoine culturel.
L'église comporte notamment une verrière réalisée en 1920 par Charles Lorin, en hommage aux morts du Puiset de la guerre de 1914-1918 (baie 7).

## Description

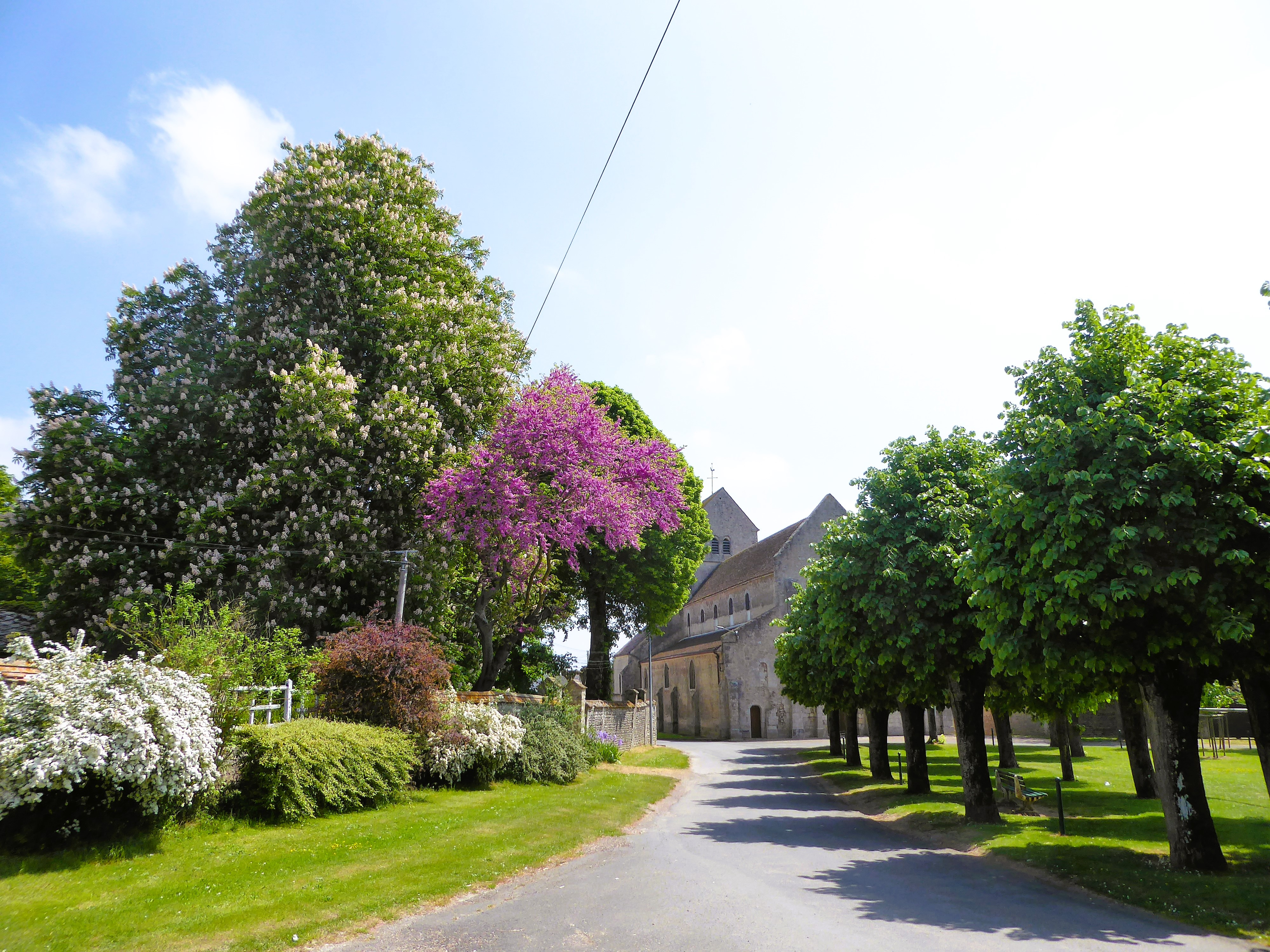
Vue de la place du château.
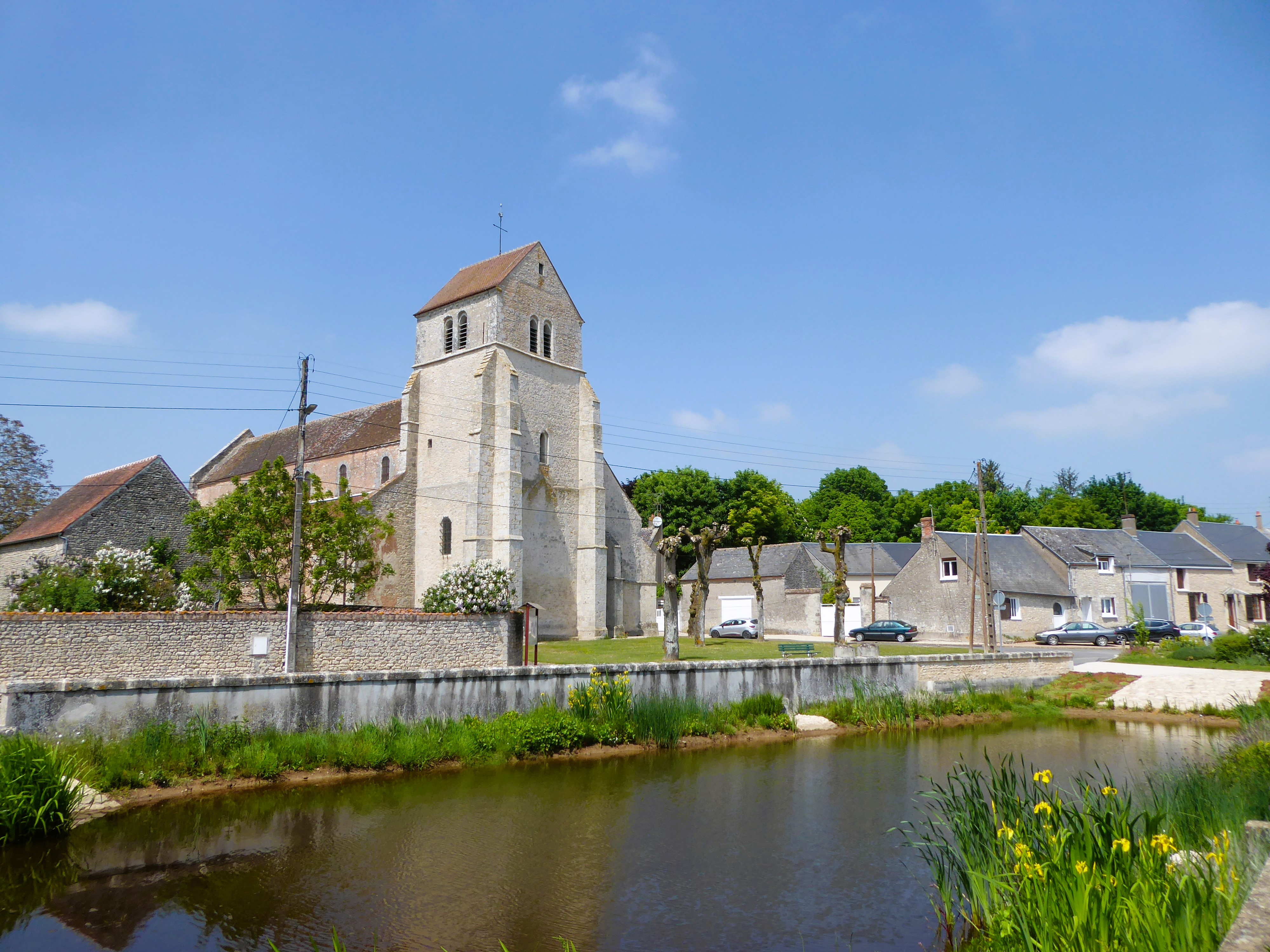
Mare et clocher-tour.
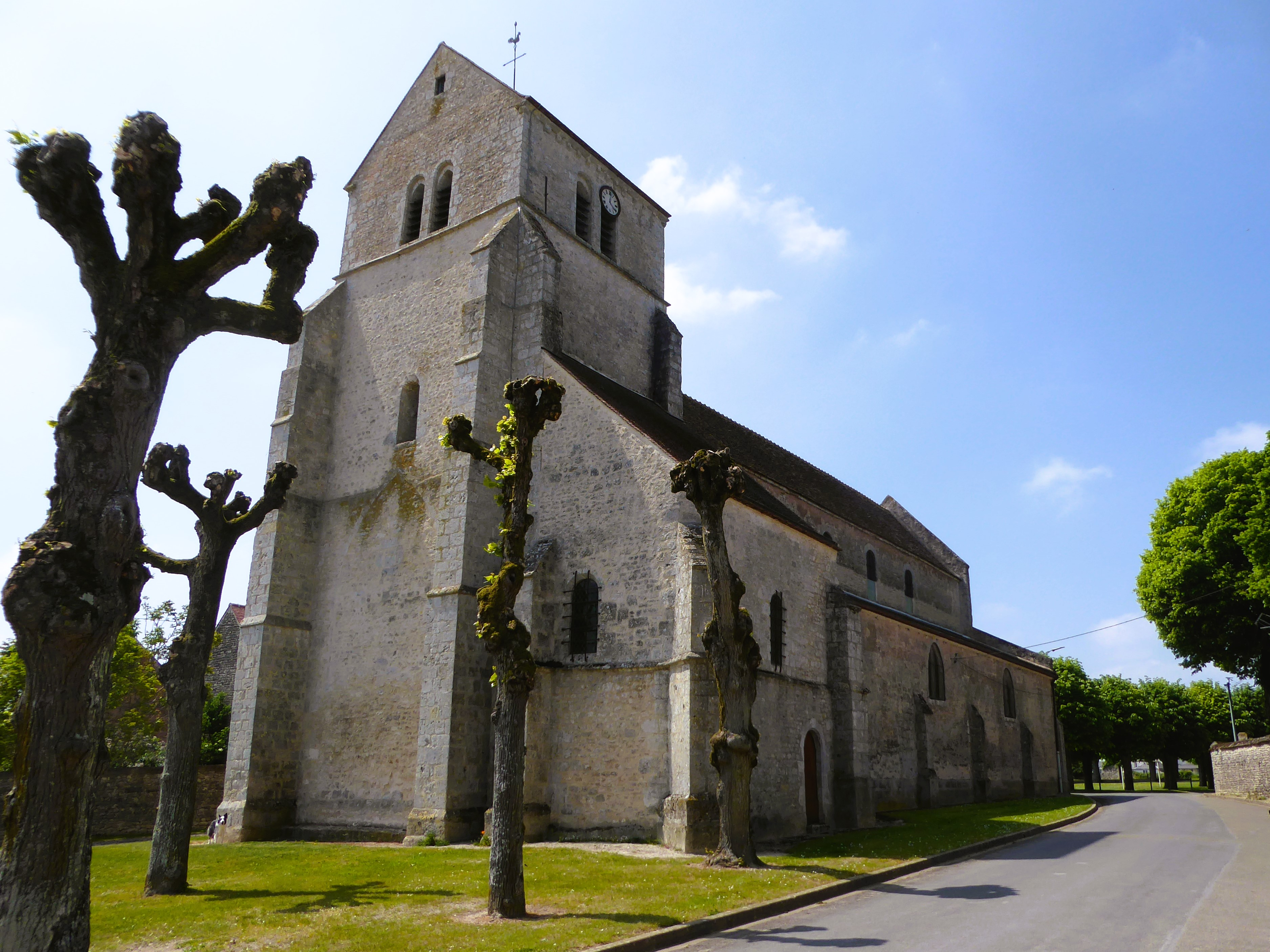
Chevet est et mur nord.